# Sepiida
Seiches
«  Raisin de mer (zoologie) » redirige ici. Pour les autres significations, voir Raisin de mer.
Pour les articles homonymes, voir Seiche et Seiche (animal).
Ordre
Les sépiides (Sepiida) forment un ordre de petits céphalopodes décapodes, dont la plupart sont appelées « seiches », sépioles, supions, chipirons ou encore casserons (ces derniers termes notamment en cuisine).

## Description et caractéristiques
Leurs petits s'appellent les casserons. La seiche, longue d'une trentaine de centimètres pour la seiche commune est proche du calmar. On l'a classée dans le vaste phylum des mollusques. Elles possèdent un flotteur interne appelé sépion, une tête qui porte des bras courts munis de ventouses, ainsi que deux grands tentacules.
La seiche est dotée comme tous les céphalopodes d'une vision sophistiquée. Elle peut changer de couleur (mimétisme) grâce aux chromatophores de sa peau, qui sont gouvernés par le cerveau. Grâce à ses tentacules elle peut prendre des objets et les manipuler. Par rapport aux autres invertébrés le cerveau est très développé.
Elle projette un liquide noir, appelé sépia par un organe spécifique: le siphon (débouchant dans la cavité palléale). Ce liquide, aussi appelé l’encre ou noir lui permet de se dissimuler pour prendre la fuite.
La seiche fait partie des espèces qui, comme les mammifères et les oiseaux, ont développé d'importantes capacités d'apprentissage par observation et de mémorisation (certains parlent même d'intelligence tant elle est capable de trouver des solutions à des problèmes). Des expériences conduites par Ludovic Dickel (spécialistes des seiches et poulpes) sur les juvéniles de seiche commune (Sepia officinalis) ont démontré que la mémoire de la seiche se développe précocement dans son ontogenèse.

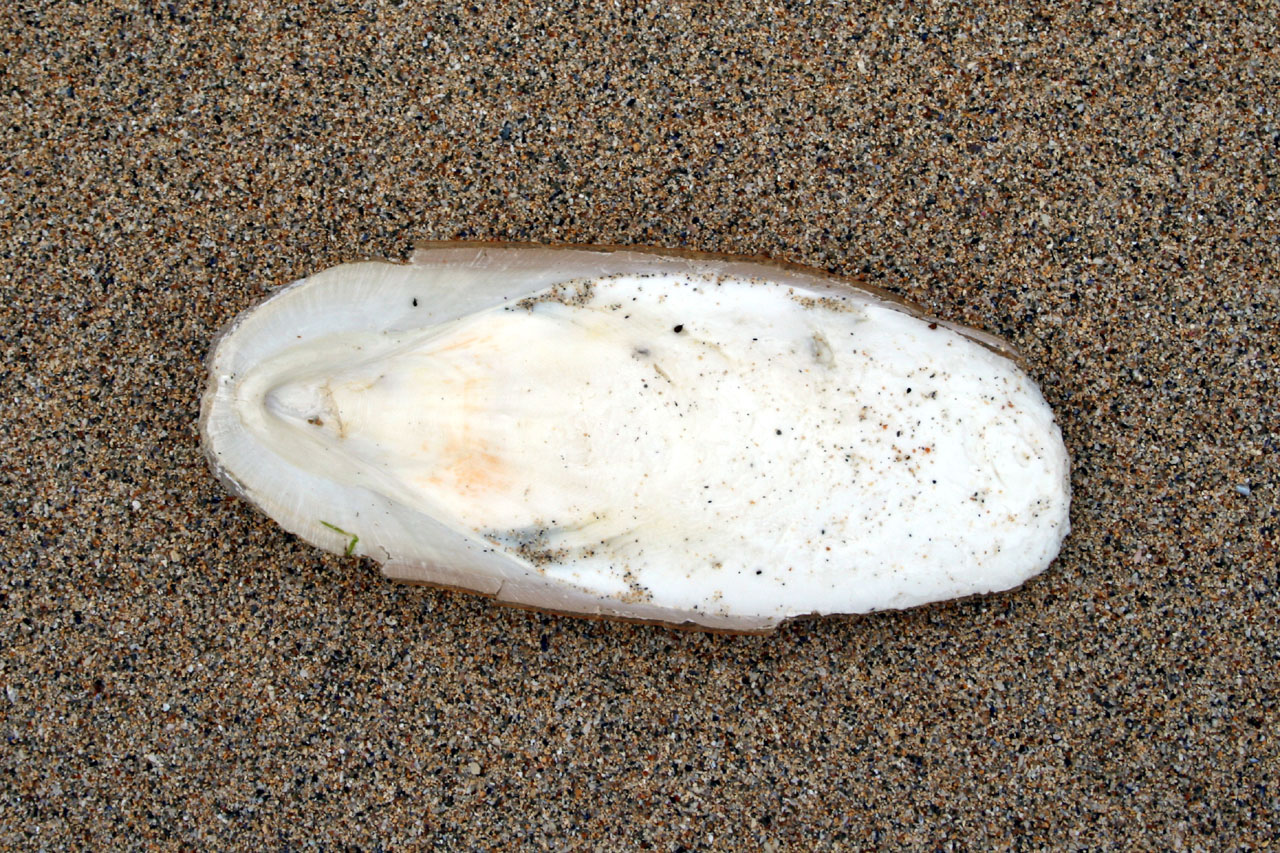
Os de seiche sur une plage à Belle-ile.

## Écologie et comportement
Il s'agit de l'animal qui change le plus vite de couleur, avec le poulpe et le calmar. Sa peau s'adapte en 2/3 de seconde au milieu où il se trouve : sable, rocher, plantes… Le mollusque contracte ou dilate ses chromatophores (cellules élastiques remplies de pigments de couleurs différentes) en cas de danger ou pour passer incognito lorsqu'il chasse.
Les seiches pondent leurs œufs en grappes appelées « raisin de mer ».

## Classification
Cet ordre de céphalopodes décapodes comprend les familles suivantes selon les classifications : 
| Selon World Register of Marine Species (25 décembre 2013) : - famille Sepiadariidae Fischer, 1882 -- sépioles (2 genres) - famille Sepiidae Leach, 1817 -- seiches (6 genres) - famille Sepiolidae Leach, 1817 -- sépioles (17 genres) | Selon ITIS (21 mai 2014) : - famille Sepiadariidae Fischer, 1882 in 1880-1887 - famille Sepiidae Leach, 1817 |

## Galerie

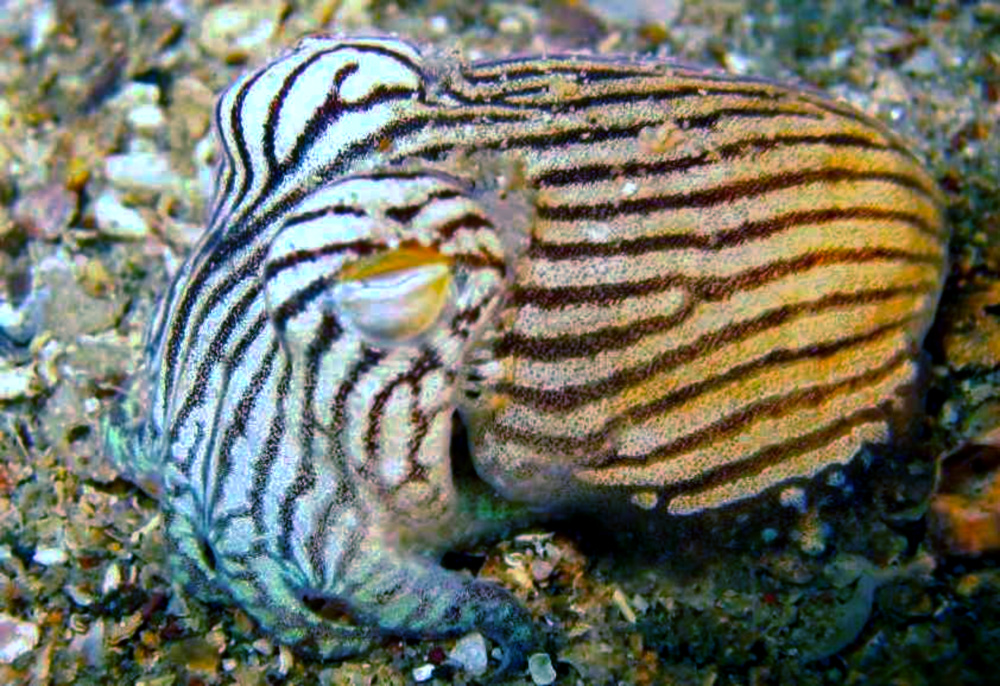
Sepioloidea lineolata, une Sepiadariidae
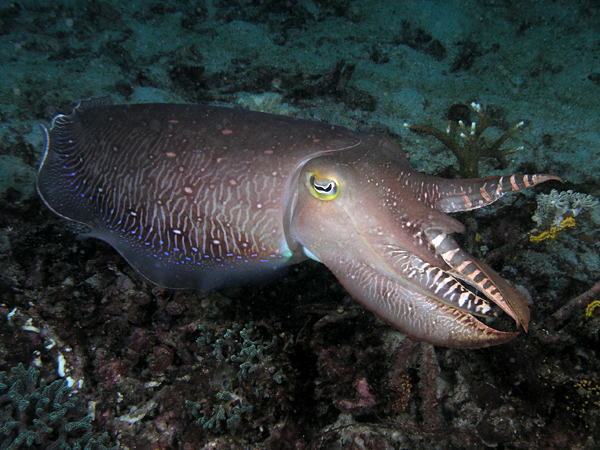
Sepia apama, une Sepiidae
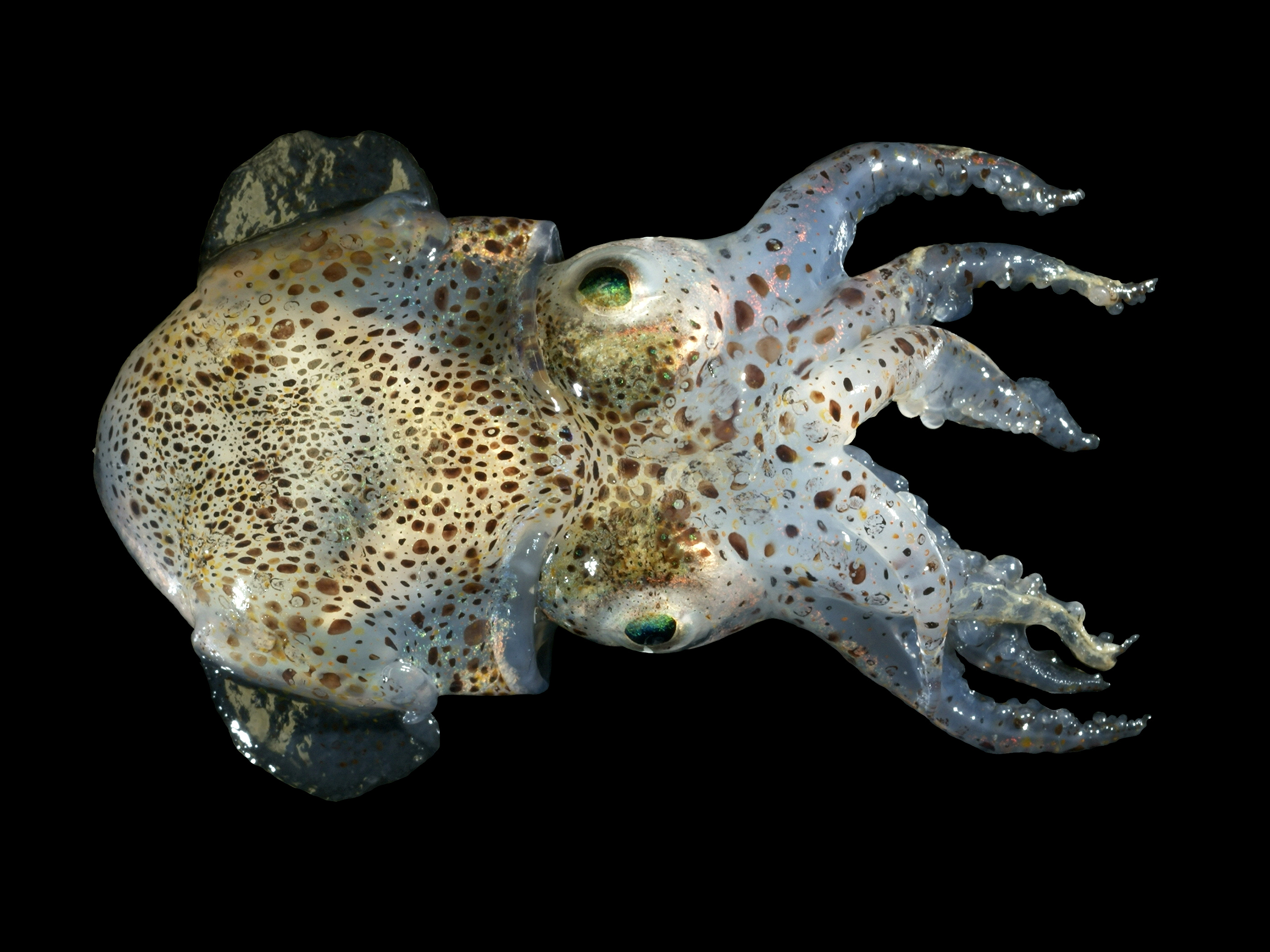
Sepiola atlantica, une Sepiolidae

## Dénomination
En Normandie, en Vendée et en Bretagne, la seiche porte le nom de margate ou morgat, qui veut dire « lièvre de mer » en breton. En restauration, confondue avec les Sepiolida, voire les calmars ou les pieuvres, elles peuvent porter le nom de chipirons ou de supions voire d'encornets.

## Technique de pêche
La seiche, comme le calmar se pêche avec un leurre artificiel, la turlutte pourvue à son extrémité d'un grappin d'hameçons sans contre-pointes disposés en couronne.